# Onorificenze polacche
Elenco delle onorificenze, degli ordini di merito e cavallereschi distribuiti dalla Repubblica Polacca.

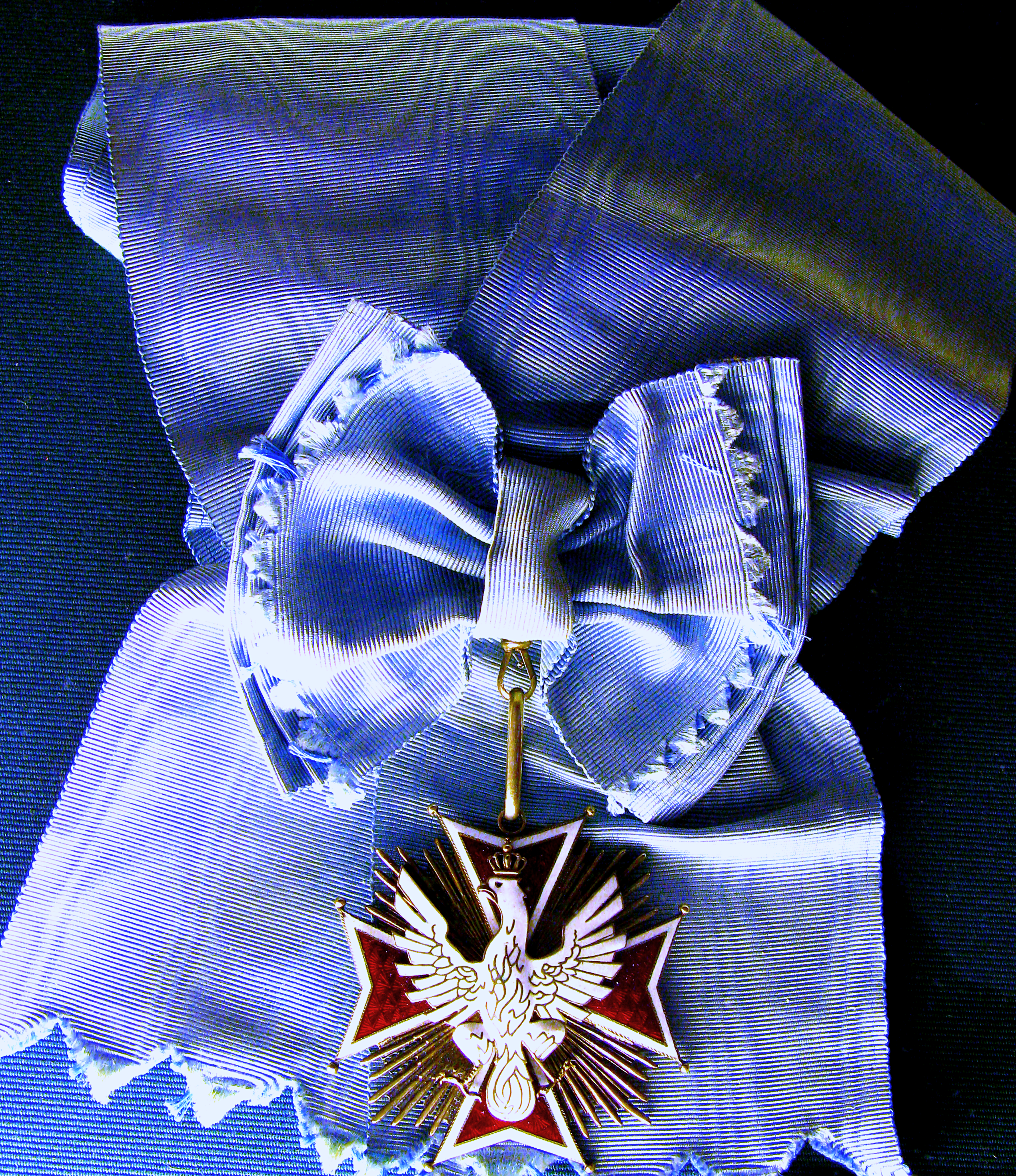
Ordine dell'Aquila Bianca

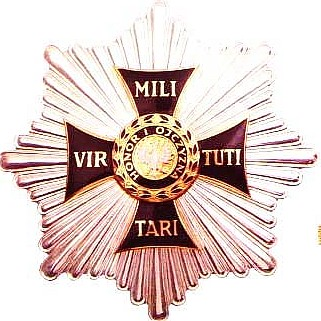
Ordine Virtuti militarii

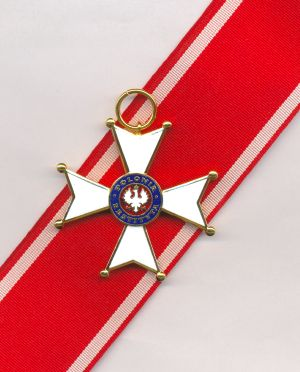
Ordine della Polonia restituta

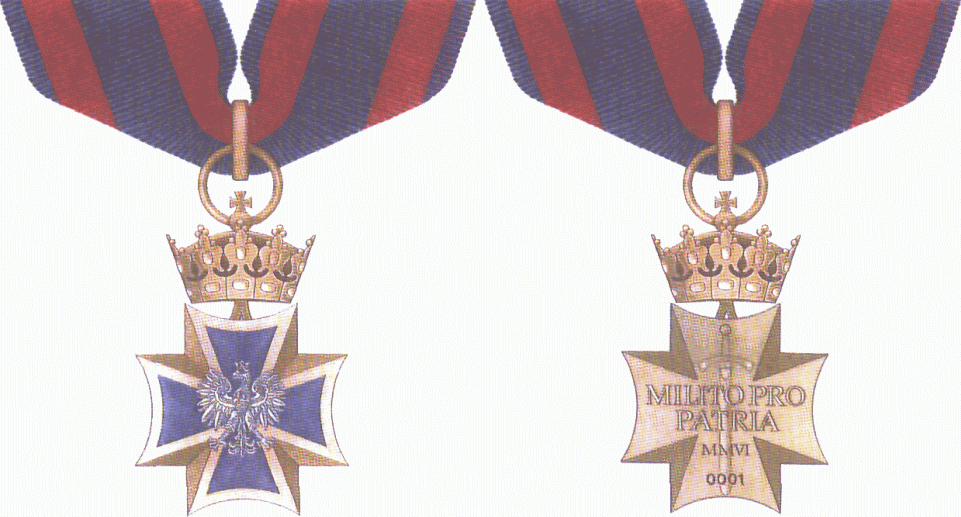
Ordine della Croce militare

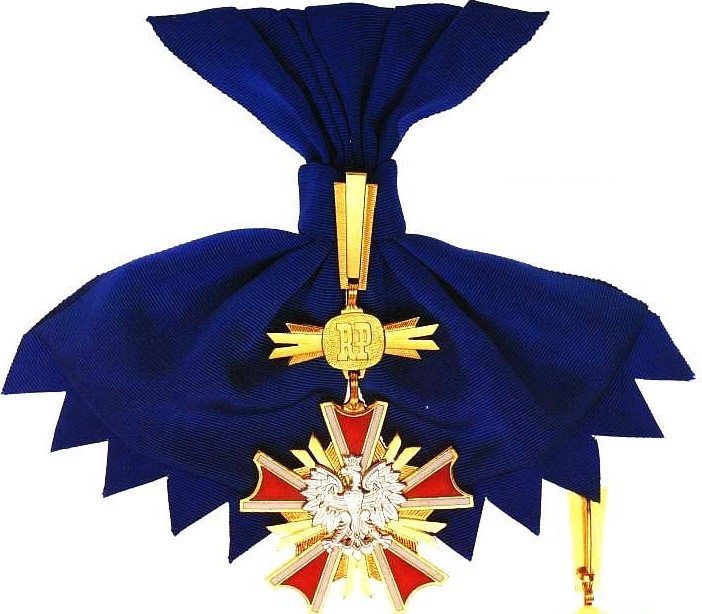
Ordine della Croce dell'indipendenza

## Dal 2007 a oggi
- Ordine dell'Aquila Bianca
- Ordine Virtuti militari – classi da I a V
- Ordine della Polonia restituta – classi da I a V
- Ordine della Croce militare – classi da I a III
- Ordine della Croce dell'indipendenza – classi da I a II
- Ordine al merito della Repubblica di Polonia – classi da I a V
- Croce al valore
- Croce militare
- Croce al merito per la prodezza
- Croce al merito con spade (oro)
- Croce della libertà e solidarietà
- Croce al merito (oro)
- Croce al merito con spade (argento)
- Croce al merito (argento)
- Croce al merito con spade (bronzo)
- Croce al merito (bronzo)
- Croce militare al merito con spade, Croce navale al merito con spade, Croce aeronautica al merito con spade
- Croce militare al merito, Croce navale al merito, Croce aeronautica al merito
- Medaglia per il sacrificio e coraggio
- Medaglia per il lungo servizio (oro)
- Medaglia per il lungo servizio (argento)
- Medaglia per il lungo servizio (bronzo)
- Medaglia per la lunga convivenza coniugale

## Dal 1989 al 2007
- Ordine dell'Aquila Bianca
- Ordine Virtuti militari – classi da I a V
- Ordine della Polonia restituta – classi da I a V
- Ordine della Croce militare – classi da I a III
- Ordine al merito della Repubblica di Polonia – classi da I a V
- Croce al valore
- Croce al merito con spade (oro)
- Croce al merito (oro)
- Croce al merito con spade (argento)
- Croce al merito per la prodezza
- Croce al merito (argento)
- Croce al merito con spade (bronzo)
- Croce al merito (bronzo)
- Medaglia per il sacrificio e coraggio
- Medaglia per la lunga convivenza coniugale
- Medaglia dell'esercito
- Medaglia della marina
- Medaglia dell'aeronautica
- Medaglia della marina mercantile polacca
- Croce della campagna di settembre
- Croce commemorativa di Montecassino
- Croce dell'Armia Krajowa
- Croce del Batalion Chłopski
- Croce del Narodowy Czyn Zbrojny
- Croce per il ruolo svolto nella guerra 1918-1921

## Dal 1952 al 1989
- Ordine dei Costruttori della Polonia popolare
- Ordine della Polonia restituta – classi da I a V
- Ordine Virtuti militari – classi da I a V
- Ordine della Croce di Grunwald – classi da I a III
- Ordine della Bandiera del lavoro – classi da I a II
- Ordine al merito della Repubblica di Polonia – classi da I a V
- Croce al merito (oro)
- Croce al valore
- Croce per il ruolo svolto in guerra 1918-1921
- Medaglia al merito nel campo della gloria (oro)
- Croce al merito partigiano
- Croce per l'atto di combattimento delle Siły Zbrojne in occidente
- Croce della battaglia di Lenino
- Croce di Oświęcim
- Medaglia per la vostra e nostra libertà
- Medaglia per il ruolo difensivo svolto in guerra 1939
- Medaglia per il ruolo delle battaglie per la difesa del governo del popolo
- Croce degli insorti della Slesia
- Croce degli insorti della Grande Polonia
- Croce degli insorti di Varsavia
- Croce al merito (argento)
- Medaglia al merito nel campo della gloria (argento)
- Croce al merito (bronzo)
- Medaglia al merito nel campo della gloria (bronzo)
- Medaglia del 30º anniversario della Repubblica Popolare di Polonia
- Medaglia del 40º anniversario della Repubblica Popolare di Polonia
- Medaglia per Varsavia 1939-1945
- Medaglia per Odra, Nysa e Baltico
- Medaglia per la vittoria e libertà 1945
- Medaglia al popolo
- Medaglia per il sacrificio e coraggio
- Medaglia per le forze armate in servizio della patria (oro)
- Medaglia per le forze armate in servizio della patria (argento)
- Medaglia per le forze armate in servizio della patria (bronzo)
- Medaglia del 10º anniversario della Repubblica Popolare di Polonia
- Medaglia per la lunga convivenza coniugale
- Medaglia per la partecipazione alle battaglia di Berlino
- Medaglia al merito per la difesa della patria

## Dal 1918 al 1945
- Ordine dell'Aquila Bianca
- Ordine Virtuti militari – classi da I a V
- Ordine della Polonia restituta – classi da I a V
- Croce e medaglia per l'indipendenza
- Croce al valore
- Croce e medaglia volontaria per la guerra
- Croce al merito per i coraggiosi
- Croce al merito (oro)
- Croce e medaglia per l'indipendenza
- Croce al merito (argento)
- Croce al merito (bronzo)
- Croce al merito dell'esercito della Lituania centrale
- Croce sul nastro della Slesia ai coraggiosi e meritevoli
- Medaglia per il salvataggio dei moribondi
- Medaglia commemorativa per la guerra 1918-1921
- Medaglia del 10º anniversario della riconquista dell'indipendenza
- Medaglia del 3 maggio
- Medaglia per il lungo servizio (oro)
- Medaglia per il lungo servizio (argento)
- Medaglia per il lungo servizio (bronzo)